# Associação para a Defesa da Natureza (ADN) em Andorra
A Associação para a Defesa da Natureza (ADN) nasceu no ano 1986 como resultado da preocupação de um grupo de pessoas pelo meio ambiente.
É uma ONG que tem como objectivos a protecção e o estudo da natureza a Andorra.
O ADN pretende conseguir os seus propósitos mediante três linhas básicas de actuação: conservação, investigação, e divulgação.

## Conservação
A ADN traz a termo acções directas de conservação da natureza; Promove uma planejamento do território que racionaliza a presença humana (industrial, turística, etc.) aos Valls de Andorra, trabalha para a criação de espaços naturais protegidos, tudo sugerindo áreas, medidas de gestão, formas de uso sustentável, etc.. Vela pela preservação de espécies em perigo, tanto animais como vegetais e reivindica soluções efectivas para os problemas de contaminação e de resíduos. Colaborar com outras instituições para criar, adaptar e aplicar as leis que protegem o meio ambiente.

## Investigação
A ADN contribui à busca sobre o meio ambiente e a sua protecção nomeadamente, promove e desenvolve trabalhos científicos, base de propostas e acções conservação. Estuda os elementos naturais menos conhecidos do nosso país, analisando a sua situação e propondo medidas para a sua protecção.

## Divulgação
O ADN trata de fazer descobrir e apreciar a natureza e por isto:
Organiza
Saídas educativas guiadas à montanha e a espaços naturais protegido
Conferências, coloques e debates.
Acções de educação meio ambiental, com uma sólida base científica, em coordenação com outras instituições.
Edita e difunde:
Publicações informativas sobre o património natural de Andorra e a necessidade de preservá-lo.
Revista periódica AIGÜEROLA
Material áudio-visual e informático
É o representante de BirdLife International a Andorra.
BirdLife é a organização mundial mais importante para o estudo e a protecção dos pássaros e os seus habitats.
Mantém contactos e intercâmbios com múltiplas organizações internacionais com objectivos similares.
Participa e organiza simpósios e congressos de âmbito internacional.
ADN é uma Organização Não-governamental (ONG) sem ânimo de lucro, autorizada pelo Decreto 105/B/86.
O seu âmbito de actuação é o principado de Andorra.